# Iubiri vinovate

Iubiri vinovate (Amores Verdaderos) este o telenovelă mexicană produsă in anul 2012 de Nicandro Diaz Gonzalez pentru Televisa. Este o readaptare a telenovelei argentiniene din 2005 intitulată Amor en custodia, creație originală a argentinienei Marcela Citterio, care la fel a avut un mare succes în Columbia pentru RCN Televisión în 2009 și în Mexic pentru TV Azteca în 2005.
Erika Buenfil, Eduardo Yañez, Eiza Gonzalez și Sebastian Rulli sunt protagoniștii acestei telenovele, in timp ce Marjorie de Sousa, Francisco Gattorno, Guillermo Capetillo și Enrique Rocha sunt antagoniștii telenovelei. De asemenea au mai participat: Lilia Aragon, Monika Sanchez, Sherlyn, Susana Gonzalez, Ana Martin, Enrique Rocha și Natalia Esperón.
Producția Iubiri Vinovate a inceput oficial pe data de 3 septembrie 2012. De asemenea este prima telenovelă a căreia final a avut o durată de 3 ore. Pe 3 septembrie 2012 Iubiri Vinovate a înlocuit telenovela Abismo de pasion, iar producția La Tempestad a înlocuit telenovela Iubiri Vinovate dupa ultimul ei episod, pe data de 12 mai 2013.

## Distribuție
| Actorul              | Rolul                                                             | Relațiile |
| -------------------- | ----------------------------------------------------------------- | --- |
| Erika Buenfil        | Victoria Balvanera de Brizz                                       | Directorea firmei Meta Imagen Internacional, mama lui Nikki, matusa Luciei, sora Adrianei, fiica lui Anibal, sora Cristinei, soția lui Nelson, este îndragostă de Jose Angel.                                                                       |
| Eduardo Yáñez        | Jose Angel Arriaga Cupil                                          | Bodyguardul Victoriei, prietenul lui Francisco, tatăl Lilianei, soțul Cristinei, este îndragostit de Victoria. |
| Eiza Gonzalez        | Nicole "Nikki" Brizz Balvanera                                    | Fiica lui Nelson și a Victoriei, nepoata Adrianei, nepoata lui Anibal, nepoata Cristinei, vara Luciei , este îndragostita de Francisco. |
| Sebastián Rulli      | Francisco Guzman Trejo                                            | Bodyguardul lui Nikki, prietenul lui Jose Angel, fiul Paulei și al lui Felipe, fratele lui Beatriz, unchiul lui Guillo , este îndragostit de Nikki.                                                                                                 |
| Enrique Rocha        | Anibal Balvanera                                                  | Bunicul Luciei și al lui Nikki, tatăl Victoriei, Adrianei și al Cristinei, Amantul Paulei, soțul lui Pillar, este îndrăgostit de Candelaria. |
| Guillermo Capetillo  | Nelson Brizz                                                      | Dusmanul/Tatăl lui Nikki, dușmanul/soțul Victoriei, dușmanul/amantul lui Kendra . |
| Marjorie de Sousa    | Kendra Ferreti/"Macaria Chavez"                                   | Model, dușmanul/mama Miei, dușmanul/amanta lui Nelson, dușmanul/amanta lui Santino. |
| Sherlyn              | Liliana "Lili" Arriaga Corona (Balvanera)/Lucia Celorio Balvanera | Fiica reală a Adrianei și a lui Vincente, fiica adoptată de Cristina și Jose Angel, fina Opalinei, nepoata Victoriei, verișoara lui Nikki, nepoata lui Anibal, nepoata Candelariei. Îndrăgostită de Francisco, iar mai târziu, îndrăgostită de Roy. |
| Francisco Gattorno   | Santino "Salsero" Roca                                            | Bodyguardul/dușmanul lui Nelson, prietenul lui Jose Angel și al lui Francisco, amantul/dușmanul Kendrei, este îndrăgostit de Beatriz. |
| Monika Sanchez       | Cristina Corona de Arriaga (Balvanera)                            | Soția lui Jose Angel, mama adoptivă a Lilianei, mătușa Lilianei și a lui Nikki, fiica lui Anibal și a Candelariei, sora Adrianei și a Victoriei, în cele din urmă moare după un accident de mașină la ordinele Kendrei.                             |
| Natalia Esperón      | Adriana Balvanera Gil                                             | Fiica lui Anibal, sora Victoriei și a Cristinei, mătușa lui Nikki, mama reală a Lilianei. |
| Ana Martin           | Candelaria Corona                                                 | Bunica Lilianei, mama Cristinei. |
| Susana Gonzalez      | Beatriz Guzman Trejo de Solís                                     | Mama lui Guillo, sora lui Francisco, soția lui Leo, fiica lui Felipe și a Paulei, este îndrăgostită de Santino. |
| Julio Camejo         | Leonardo "Leo" Solís                                              | Tatăl lui Guillo, dușmanul/soțul lui Beatriz. |
| Raquel Morell        | Tomasina Lagos                                                    | Servitoarea/prietena Victoriei |
| Silvia Manríquez     | Paula Trejo                                                       | Mama lui Francisco și a lui Beatriz, bunica lui Guillo, fosta soție a lui Felipe, amanta lui Anibal. |
| Rubén Branco         | Jean Marie Bonjour                                                | Bucătarul Victoriei, cel mai bun brieten al Politei, interesat în Estefano. |
| Michelle Rodríguez   | Policarpia "Polita" Lopez                                         | Servitoerea Victoriei, îndrăgostită de Francisco. |
| Eleazar Gomez        | Rolando "Roy" Pavía Orol                                          | Fiul lui Doris și Milton, este îndrăgostit de Liliana. |
| Lilia Aragón         | Odette vda. de Longoria                                           | Dușmanul/mama lui Estefano, dușmanul Victoriei. |
| Diana Golden         | Gilda Leyva                                                       | Secretara firmei Meta Imagen Internacional, cea mai bună prietenă a Paulei și complicele ei. |
| Arsenio Campos       | Felipe Guzman Prado                                               | Tatăl lui Francisco și a lui Beatriz, bunelul lui Guillo, fostul soț al Paulei. |
| Paulina de Labra     | Opalina                                                           | Prietena din copilărie a lui Jose Angel, nașa Lilianei. |
| Theo Tapia           | Antonio del Conde                                                 | Prietenul din copilărie a lui Anibal, nașul Adrianei. |
| Archie Lanfranco     | Estefano Longoria                                                 | Fiul lui Odette, îndrăgostit de Jean Marie. |
| Gabriela Goldsmith   | Doris Orol de Pavia                                               | Mama lui Roy, soția lui Milton, prietena Victoriei, soacra lui Nikki. |
| Luis Xavier          | Milton Pavia                                                      | Tatăl lui Roy, soțul lui Doris, socrul lui Nikki. |
| Adrian Escalona      | Guillermo "Guillo" Solis Guzman                                   | Fiul lui Beatriz și Leonardo, nepotul lui Francisco, nepotul lui Felipe. |
| Helena Rojo          | Pilar Gil de Balvanera                                            | |
| Marcelo Córdoba      | Vicente Celorio                                                   | |
| Maria Prado          | Jovita                                                            | |
| Hugo Macias Macotela | Fortuno                                                           | |
| Ricardo Barona       | El Turco                                                          | |
| Sergio Acosta        | Lotario "Espanto" Zamacona                                        | |
| Diego de Erice       | Vladimir                                                          | |
| Barbara Islas        | Nabila                                                            | |
| Monserrat Fligelman  | Jenny                                                             | |
| Laura Zalazar        | Denisse                                                           | |
| Lolita Ayala         | Ea însuși                                                         | |
| Cesar Bautista       | Don Cesar Zambrano (Papi Dios)                                    | |

## Producție
- Istoria originală - Enrique Estevanez y Marcela Citterio
- Adaptare și librete - Kary Fajer, Ximena Suarez, Alberto Gomez, Gerardo Luna, Alejandro Orive y Julian Aguilar
- Ediția literară - Iván Cuevas, Rosario Velicia y Ronaldo Hernandez
- Tema de intrare - „No Me Compares”
- Interpretul - Alejandro Sanz
- Tema de final - „Me puedes pedir lo que sea”
- Interpreții - Eiza Gonzalez y Marconi
- Muzica - Miguel Angel Mendoza
- Scenografia - Ricardo Navarrete y Juan Manuel Hernan
- Atmosfera - Manuel Domínguez
- Designer vestimentar - Lorena Pimentel y Ana Patricia Gamboa
- Designer de imagine - Carina Romero, Elena Razo y Laura Martinez
- Relații publice - Maleny Figueroa
- Șef de divizie - Martha Rebelo
- Șeful producției - Amando Cupil Jimenez, Laura Cruz Rios
- Managerul producției - Hugo Alberto Mayo y Valentín Rodríguez R.
- Consilier literar - Maria Luisa Soliz
- Coordonatorul artistic - Rosario Romero Lucio
- Coordonatorul de producție - Lili Moyers, Oscar Mario Martinez
- Editare - Susana P. Valencia Herrera, Pablo Peralta, Mauricio Coronel y Ioma Carmona
- Direcția de camere video - Alejandro Frutos Maza
- Direcția de camere video în locație - Gabriel Vázquez Bulman
- Direcția scenelor în locație - Ricardo de la Parra
- Direcția scenelor - Salvador Garcini
- Producătorul executiv asociat - J. Antonio Arvizu V.
- Producătorul executiv - Nicandro Díaz González

## Temele muzicale
1. No me Compares - Alejandro Sanz
2. Me Puedes Pedir lo que sea - Eiza González con Marconi
3. El Amor no es Perfecto - Suzet Villalobos
4. Ahora Tu - Malú
5. El Jorgito Azucarado - La Popi & La Lilu
6. Mi Corazón Chiquito - Brissa